# Adult Film Database
L'Adult Film Database è un database di siti web per adulti in lingua inglese che cerca di tenere traccia di tutti i film pornografici e delle star del cinema per adulti. Include filmografie, biografie parziali, recensioni, fotogrammi di film per adulti etichettati e categorizzati, oltre a un blog dell'industria per adulti regolarmente aggiornato che presenta le ultime notizie su interpreti per adulti, film, registi, studios, aggiornamenti di siti web e altre notizie per adulti da tutto il mondo.

## Storia
È stato creato nel 1991 con il nome di Sodomite da uno studente universitario. Si trattava di un tentativo di riempire il vuoto della temporanea assenza dell'Internet Adult Film Database (IAFD) e di un progetto di sviluppo web. Nel 1999 il nome è stato cambiato in AdultFilmDatabase.com. Oggi AdultFilmDatabase.com è uno dei principali concorrenti di Internet Adult Film Database.
Ispirandosi sia all'Internet Adult Film Database che a IMDb e stringendo legami con colonne portanti del settore come Vivid Entertainment, Hustler, Wicked e Digital Playground, AdultFilmDatabase.com contiene informazioni su oltre 100 000 film per adulti e 60 000 interpreti.
Gestito da un team di marito e moglie, l'Adult Film Database è stato il primo database online per adulti a includere video e interpreti sia etero che gay.